# Nils Asther
Nils Anton Alfhild Asther (17 de enero de 1897-19 de octubre de 1981) fue un actor sueco de origen danés. Trabajó en Hollywood de 1926 a mediados de los años 50, famoso por su bello rostro y apodado "el hombre Greta Garbo". Entre 1916 y 1963 apareció en casi 70 películas, de las cuales 16 de ellas eran de cine mudo.

## Biografía
Nacido fuera del matrimonio en Copenhague de Hildegard Augusta Åkerlund (n. 1869, Malmö, Suecia). Ella se casó en Malmö en 1898 con el padre biológico de Nils, Anton Andersson Asther (n. 1865, Malmö, Suecia), por lo que creció en Malmö. Su medio hermano Gunnar Anto Asther (n. 1892, Malmö, Suecia) era fruto del primer matrimonio de su padre con Anna Paulina Olander que había fallecido en julio de 1895.  
Durante su juventud se mudó a Estocolmo, donde recibió clases de actuación de la estrella local Augusta Lindberg, quien también fue su amante, a pesar de los casi 30 años de edad que ella le llevaba. Gracias a ella fue contratado en el Lorensbergsteatern en Gothenburg, y en 1916 Mauritz Stiller lo eligió para Las Alas. Pronto actuó en películas en Suecia, Dinamarca y Alemania entre 1918 y 1926.
En 1927 se mudó a Hollywood, donde su primera película fue Topsy and Eva. En la película actuaban también las Duncan Sisters, y en 1930 se casó con una de ellas, Vivian Duncan, con quien tuvo una hija, Evelyn.
En 1928 su buena presencia había hecho de él un protagonista, actuando al lado de estrellas del cine mudo como Pola Negri, Marion Davies, Joan Crawford y su compatriota Greta Garbo, con la que hizo dos películas.
Con la llegada del cine sonoro, Asther tomó clases de voz para minimizar su acento, pero generalmente actuó en papeles donde el acento no era un problema, como su papel del general chino Yen en The Bitter Tea of General Yen.
Entre 1935 y 1940 fue obligado a trabajar en Inglaterra tras un supuesto incumplimiento de contrato que hizo que fuera incluido en una lista negra de los estudios. Allí hizo seis películas. Volvió a Hollywood en 1940, y a pesar de hacer otras 19 películas su carrera ya no fue como antes. En 1950 participó en la coproducción Aquel hombre de Tánger, con la española Sara Montiel, y a principios de los años 50 dirigió su carrera hacia la televisión, pero solo consiguió papeles secundarios en algunos episodios de series menores.
En 1958 volvió a Suecia, casi en la indigencia. Consiguió un contrato con una compañía local de teatro y actuó en cuatro películas en Suecia y Dinamarca, antes de retirarse en 1963 para dedicarse a la pintura.
En 1988 su autobiografía, Narrens väg (El Camino del Bufón) fue póstumamente publicada en sueco.
Por su contribución a la industria cinematográfica, Nils Asther tiene una estrella en el Paseo de la fama de Hollywood en el número 6705 de Hollywood Blvd.

## Vida personal
Asther era homosexual en una época en que era un estigma social peligroso, tanto personal como profesional. Creció en un hogar luterano profundamente religioso, creyendo que la homosexualidad era un pecado y en aquella época, la sociedad consideraba la homosexualidad como una enfermedad. Totalmente contrario a la Suecia tolerante e inclusiva de la actualidad, en aquel tiempo en dicho país se conocía a las relaciones homosexuales como "fornicación antinatural". Mientras que las relaciones sexuales entre adultos del mismo sexo se legalizaron en 1944, la clasificación médica de la homosexualidad como una forma de trastorno mental continuó hasta 1979.
En agosto de 1930, Nils y Vivian Duncan, una de sus coprotagonistas de Topsy and Eva, celebraron un matrimonio de conveniencia. Tuvieron una hija, Evelyn Asther Duncan, apodada en los medios como "el bebé internacional" debido a su padre sueco, madre estadounidense y nacimiento bávaro. La nacionalidad de su hija fue debatida, y Asther se ofreció a solicitar la ciudadanía estadounidense si esto ayudaría al proceso de llevar a su hija a Estados Unidos. Desde el principio, el matrimonio de Asther y Duncan resultó tormentoso y se convirtió en pasto para los tabloides. Se divorciaron en 1932.

## Filmografía selecta
- Las alas (1916)
- The Golden Butterfly (1926)
- Sorrell and Son (1927)
- Laugh, Clown, Laugh (1928)
- Our Dancing Daughters (1928)
- The Single Standard (1929)
- Wild Orchids (1929)
- The Sea Bat (1930)
- Sueño de amor (Dream of Love) (1928)
- The Bitter Tea of General Yen (1933)
- Night Monster (1942)
- Bluebeard (1944)
- The Man in Half Moon Street (1944)
- The Feathered Serpent (1948)
- Suddenly, a Woman! (1963)